# Die Mecklenburger Radtour
Die Mecklenburger Radtour GmbH ist ein deutscher Reiseveranstalter mit Sitz in Stralsund, der sich auf individuelle Rad- und Wanderreisen spezialisiert hat. Das Unternehmen zählt zu den führenden Anbietern im Bereich Aktivreisen in Deutschland und bietet jährlich rund 430 organisierte Radreisen und Wanderreisen in Deutschland und Europa an. Besonderen Fokus legt das Unternehmen auf Radreisen in Nord- und Ostdeutschland sowie angrenzenden Nachbarländern. 

## Unternehmensgeschichte

### Gründung und Entwicklung
Das Unternehmen wurde als Einzelunternehmen am 1. Dezember 1992 von dem Diplom-Betriebswissenschaftler und Touristiker Thomas Eberl in Stralsund gegründet.
Im Jahr 1993 startete die Mecklenburger Radtour mit individuellen Radreisen in Mecklenburg-Vorpommern und Brandenburg. In den darauffolgenden Jahren wirkte das Unternehmen an der Entwicklung mehrerer Radfernwege mit, darunter der Radweg Berlin–Kopenhagen, den Thomas Eberl und seine Frau Beate Eberl maßgeblich mit initiiert hatten. Bis zum Ende der 1990er Jahre wurde das Programm sukzessive erweitert – zunächst innerhalb Deutschlands, später auch in Dänemark und Schweden.
Ab den 2000er Jahren ergänzte die Mecklenburger Radtour ihr Portfolio um Wanderreisen und weitete das Gesamtangebot zunehmend auf europäische Ziele aus.
Im Jahr 2012 erfolgte die Umwandlung des Einzelunternehmens in eine GmbH.
Seit 2019 gehören auch Touren in Südeuropa, darunter Griechenland, zum Programm.
Im Jahr 2024 wurde das Reisegebiet Portugal aufgenommen, 2025 kam mit der Reise Hamburg-Kopenhagen eine weitere grenzüberschreitende Fernradroute hinzu.

### Philosophie
Das Unternehmen verbidnet nachhaltiges Reisen und die Erlebbarkeit von Natur und Kultur miteinander. Umweltbewusstsein und Verantwortung für die bereisten Regionen stehen im Mittelpunkt. 

## Unternehmensstruktur
Die Mecklenburger Radtour GmbH hat ihren Sitz in einem Gewerbegebiet in Stralsund. In dem 1997 neu errichteten Firmensitz, der 2012 um einen zweigeschossigen Büroanbau erweitert wurde, arbeiten acht Touristikfachkräfte, eine Buchhaltungskraft sowie drei Auszubildende. Geschäftsführer ist seit der Gründung Thomas Eberl.
Das Marketing der Mecklenburger Radtour wird über die TE Omni Invests Holding GmbH organisiert, deren Geschäftsführer ebenfalls Thomas Eberl ist. Das Unternehmen beschäftigt drei Mitarbeiter.
Die Tourenlogistik wird zentral von Stralsund aus organisiert. Die operative Ausführung (Gepäck- und Radlogistik, Zielgebietsreiseleitung, Fahrradtechnik) wird durch das eigenständige Schwesterunternehmen Touristik Service Stralsund übernommen. Dieses Unternehmen beschäftigt rund 50 fest angestellte und saisonale Mitarbeiter. Die Firmeninhaberin ist Beate Eberl.

## Leistungen und Angebot
Das Hauptangebot der Mecklenburger Radtour besteht aus individuellen Radreisen mit täglichem Etappenwechsel, bei denen die Reisenden selbstständig auf geplanten Routen unterwegs sind. Die Radreisen sind in unterschiedlichen Schwierigkeitsgraden und Etappenlängen verfügbar und können an verschiedene Fitnesslevels und Präferenzen angepasst werden. Zum Programm gehören sowohl klassische Rundtouren als auch Sterntouren mit festem Standort. Ergänzend werden kombinierte Rad- und Schiffsreisen angeboten, etwa entlang der Donau, in den Niederlanden oder im norddeutschen Raum.
Zu den im Portfolio geführten Fernradwegen zählen unter anderem die Berlin-Kopenhagen-Route, an deren Entwicklung die Mecklenburger Radtour maßgeblich beteiligt war, sowie seit 2025 die Strecke Hamburg-Kopenhagen. Zudem umfasst das Angebot verschiedene Touren und Variationen auf dem Ostseeküstenradweg, der entlang der Küste Mecklenburg-Vorpommerns verläuft und unterschiedliche Streckenlängen und Etappenkombinationen ermöglicht.
Weitere Regionen mit Radreisen im Programm sind der Spreewald, Ostfriesland, der Harz sowie die Mecklenburgische Seenplatte. Diese Regionen bieten jeweils unterschiedliche Landschaftsbilder, Streckenprofile und kulturelle Highlights, wodurch sie für verschiedene Zielgruppen und Erfahrungslevels geeignet sind.
Das Gesamtportfolio umfasst über 430 Radreisen in Deutschland und Europa, mit einem Schwerpunkt auf Norddeutschland und Nachbarländern (Dänemark, Schweden, Niederlande, Polen).
Seit Anfang der 2000er Jahre werden ergänzend auch Wanderreisen angeboten, die in deutschen Ostsee- und Mittelgebirgsregionen sowie in ausgewählten internationalen Destinationen wie Schottland oder Schweiz stattfinden.
Alle Reisen der Mecklenburger Radtour beinhalten üblicherweise Hotelübernachtungen mit Frühstück, Gepäcktransport, Kartenmaterial, GPS-Daten sowie eine Servicehotline. Die Unterkünfte entsprechen definierten Qualitätsstandards, die unter anderem sichere Fahrradabstellplätze, radlergerechte Frühstücksangebote und teilweise Trockenräume umfassen.
Das Unternehmen bietet verschiedene Angebots- und Rabattmodelle, darunter Frühbucherrabatte, Kinderermäßigungen und Gruppenrabatte.

## Infrastruktur und Service
Am Unternehmensstandort in Stralsund betreibt die Mecklenburger Radtour eine moderne Fahrradwerkstatt sowie einen eigenen Fuhrpark, der für Logistik und Pannenhilfe zuständig ist. Die Flotte umfasst rund 1.300 Leihräder, darunter klassische Tourenräder und Pedelecs. Bei technischen Problemen während der Reise unterstützt ein unternehmenseigener Pannenservice.

## Marktstellung
Die Mecklenburger Radtour gehört zu den größten Anbietern für individuelle Radreisen im deutschsprachigen Raum. Besonders im ostdeutschen Raum gilt das Unternehmen um Gründer Thomas Eberl als Wegbereiter des Fahrradtourismus.
Die Mecklenburger Radtour ist Mitglied im ADFC sowie beim Tourismusverband Mecklenburg-Vorpommern und kooperiert mit zahlreichen touristischen Einrichtungen und Leistungsträgern in Deutschland und Europa.